# Федосеєнков Валерій Максимович
Валерій Максимович Федосеєнков (19 грудня 1946 — 19 жовтня 2018, Тирасполь) — радянський футболіст, який грав на позиції воротаря. Відомий за виступами в низці футбольних клубів СРСР різних ліг, найбільш відомий за виступами в луганській (на момент виступів — ворошиловградській) «Зорі» у вищій лізі СРСР.

## Біографія
Валерій Федосеєнков розпочав виступи на футбольних полях у команді класу «Б» «Поділля» з Кам'янця-Подільського, в якій грав у 1968—1969. У 1971 Федосеєнков захищав ворота казахської команди другої ліги СРСР «Спартак» (Семипалатинськ). Наступного року він стояв у воротах іншого казахського клубу другої ліги «Металург» із Чимкента. У 1973 році Валерій Федосеєнков став гравцем українського клубу другої ліги «Шахтар» з Макіївки, проте перебував у цій команді нетривалий час, і вже в цьому ж році став гравцем першої союзної ліги «Спартак» з Івано-Франківська. У прикарпатській команді Федосеєнков виступав до кінця сезону 1974 року, зігравши 22 матчі в чемпіонаті СРСР. На початку 1975 року він захищав ворота команди другої ліги «Динамо» з Хмельницького, а в другій половині року воротар перейшов до команди першої ліги «Ністру» з Кишинева, проте на поле не виходив. У 1976 році Федосеєнков захищав ворота першолігового клубу «Кубань», зіграв 18 матчів у чемпіонаті СРСР. У 1977 році воротар грав у складі друголігової команди «Кристал» з Херсона.
На початку сезону 1978 року Валерій Федосеєнков став гравцем команди вищої ліги СРСР «Зоря» з Ворошиловграду. У вищоліговій команді футболіст грав протягом двох років, зігравши 13 матчів чемпіонату країни й 1 матч Кубку СРСР проти команди «Динамо» (Ленінград). Після того, як команда вибула до першої ліги, Федосеєнков залишив клуб.
На початку сезону 1980 року Валерій Федосеєнков став гравцем команди другої ліги «Автомобіліст» з Тирасполя. У цій команді він став основним воротарем, та залишався ним до завершення виступів на футбольних полях після завершення сезону 1983 року. Після завершення кар'єри футболіста Федосеєнков залишився жити в Тирасполі, став футбольним арбітром.
Помер Валерій Федосеєнков 19 жовтня 2018 року в Тирасполі.